# Rothia tranquilla
Rothia tranquilla là một loài bướm đêm trong họ Noctuidae.